# 史提夫·崔佛
史提夫·崔佛（英語：Steve Trevor）是一名DC漫畫旗下的虛構角色。由威廉·莫爾頓·馬斯頓所創作。史提夫是神力女超人最值得信賴的朋友和戰友，並在許多故事中會將他設定為神力女超人的愛人。

## 其他媒體

### 電視
- 1970年代電視劇《神力女超人》，由萊爾·瓦戈納飾演。

### 電影

#### DC擴展宇宙
史提夫·崔佛於2017年真人電影《神力女超人》中由克里斯·潘恩飾演，同時潘恩還簽下了多部片約。此前，潘恩飾演的史提夫·崔佛曾在《蝙蝠俠對超人：正義曙光》（2016年）中以照片的方式客串。潘恩於《神力女超人1984》（2020年）中回歸演出該角。

#### 動畫電影
- 《神力女超人》：2009年電影。由内森·菲利安為史提夫·崔佛配音。
- 《正義聯盟：閃電俠之逆轉》：2013年電影。由詹姆士·派屈克·史都華（英语：James Patrick Stuart）為史提夫·崔佛配音。
- 《正義聯盟：開戰》：2014年電影。由喬治·紐伯恩為史提夫·崔佛配音。
- 《正義聯盟：亞特蘭提斯的王位》：2015年電影。由喬治·紐伯恩為史提夫·崔佛配音。
- 《正義聯盟：神與魔》：2015年電影。由塔莫·潘尼凱為史提夫·崔佛配音。

## 外部連結
- Justice League Animated Bio （页面存档备份，存于）
- Marston, William Moulton. Emotions Of Abnormal People.  London: Kegan Paul, Trench, Trübner & Co, Ltd. 1928.  ISBN 1406701165
- STEVE TREVOR: Revelations of a mysterious boyfriend, (Article s) (2011), Jett, Brett. （页面存档备份，存于）
- FIRST MEETINGS: How old were Steve & Diana?, (Article) (2014), Jett, Brett. （页面存档备份，存于）
- Steve Trevor Silver Age Chronology (part 1)
- Steve Trevor Silver Age Chronology (part 2)
- Steve Trevor Post-Crisis Chronology